# Shirley Verrett
Shirley Verrett (ur. 31 maja 1931 w Nowym Orleanie, zm. 5 listopada 2010 w Ann Arbor) – amerykańska śpiewaczka operowa, wykonująca zarówno partie sopranowe, jak i mezzosopranowe.

## Początki kariery i role mezzosopranowe
Urodziła się w rodzinie afroamerykańskich Adwentystów Dnia Siódmego. Od dzieciństwa wykazywała zdolności muzyczne, jednak na studia w tym kierunku mogła udać się dopiero po przełamaniu oporu rodziny. Uczyła się śpiewu kolejno w Los Angeles i w Nowym Jorku.
W 1957 r. zadebiutowała rolą Bianki w Gwałcie na Lukrecji Benjamina Brittena. W pierwszych latach kariery koncentrowała się na repertuarze amerykańskim, występując jako Irina w operach Zagubionych wśród gwiazd (Lost in the Stars, 1949) Kurta Weilla i Śmierci Rasputina (Rasputin’s End, 1958) Nicolasa Nabokova.
W 1962 r. została zauważona przez szerszą publiczność dzięki wykonaniu tytułowej roli Carmen w teatrze w Spoleto (Włochy). Grała tę rolę również w Teatrze Bolszoj i w operze nowojorskiej. Duży sukces odniosła rolą Ulryki w Balu maskowym w Covent Garden (dzielnica Londynu).
W 1968 r. zadebiutowała w Metropolitan Opera, wcielając się ponownie w postać Carmen. W 1969 r., będąc w roli Dalili, zaśpiewała w operze Samsonie i Dalili w mediolańskiej La Scali. Grając na tych dwóch scenach Verrett zagrała wiele ról mezzosopranowych, w tym:
- Amneris w Aidzie
- Azucenę w Trubadurze
- Eboli w Don Carlosie
- Leonorę w Faworycie
- Orfeusza w operze Christopha Willibalda Glucka – Orfeusz i Eurydyka

## Role sopranowe
Obdarzona niezwykłą skalą głosu, pod koniec lat 70. Verrett zaczęła śpiewać także role napisane dla sopranów. Grała postacie z repertuaru Verdiego (Aidę, Desdemonę w Otellu i Lady Makbet w Makbecie, jak i Selikę w Afrykance, eponimiczną rolę w operze Norma, panią Lidoine w Dialogach karmelitanek, Ifigenię w Ifigenii na Taurydzie i Medeę w operze Luigiego Cherubiniego pod tym samym tytułem.
W 1990 r. zagrała Dydonę na inauguracji paryskiej Opéra Bastille. W 1996 r. zakończyła karierę i zaczęła wykładać śpiew w wyższej szkole muzycznej w Michigan. W 2003 r. opublikowała autobiografię I Never Walked Alone, w której opisywała trudności, z jakimi spotykała się w początkach kariery, będąc jedną z nielicznych czarnoskórych śpiewaczek klasycznych.